# بيرسي أوليفاريس
بيرسي أوليفاريس (بالإسبانية: Percy Olivares)‏ هو مدرب كرة قدم ولاعب كرة قدم بيروفي في مركز الوسط، ولد في 5 يونيو 1968 في ليما في بيرو. شارك مع منتخب بيرو لكرة القدم. أما مع النوادي، فقد لعب مع باناثينايكوس وديبورتيفو كالي وروزاريو سنترال وكروز آزول ونادي باوك ونادي تينيريفي ونادي ثون ونادي دالاس ونادي سبورتينغ كريستال ونادي فلومينينسي ونادي نورنبرغ ونادي يونيفرسيتاريو.

## وصلات خارجية
- بيرسي أوليفاريس على موقع الاتحاد الدولي (مؤرشف)  (الإنجليزية)
- بيرسي أوليفاريس على موقع الدوري الأمريكي (الإنجليزية)
- بيرسي أوليفاريس على موقع قاعدة بيانات كرة القدم.إي يو (الإنجليزية)
- بيرسي أوليفاريس على موقع بيانات كرة القدم. دي إي (الألمانية)
- بيرسي أوليفاريس على موقع ناشيونال فوتبول تيمز (الإنجليزية)
- بيرسي أوليفاريس على موقع عالم كرة القدم.نت (الإنجليزية)